# Коваленко Марія Володимирівна
Марі́я Володи́мирівна Ковале́нко (нар. 1873, Аджамка, тепер Кіровоградської області — пом. 1 січня 1950, Ленінград) — оперна та концертно-камерна співачка (сопрано), заслужена артистка УРСР (1924).
Навчалася в Одеському єпархіальному училищі, співала у церковному хорі, закінчила Петербурзьку консерваторію (1906). У 1906—1908 рр. — солістка Київської опери, 1908—1929 рр. — Маріїнської опери у Петербурзі. У 1929—1941 рр. — вокальний педагог Ленінградського театру опери та балету, 1944—1946 рр. — Большого театру.